# دانيال بارد
دانيال بارد (بالإنجليزية: Daniel Bard) هو لاعب كرة قاعدة أمريكي، ولد في 25 يونيو 1985 في هيوستن في الولايات المتحدة.

## وصلات خارجية
- دانيال بارد على موقع دوري كرة القاعدة الرئيسي (الإنجليزية)
- دانيال بارد على موقعبيزبول رفرنس.كوم (الدوري الرئيسي) (الإنجليزية)
- دانيال بارد على موقعبيزبول رفرنس.كوم (الدوري الثانوي) (الإنجليزية)
- دانيال بارد على موقع إي إس بي إن.كوم (أم.أل.بي) (الإنجليزية)
- دانيال بارد على موقع مشجعي الرسوم البيانية (الإنجليزية)